# Fredrik Charpentier Ljungqvist
Fredrik Axel Robert Charpentier Ljungqvist, född 27 juni 1982 i Hedvig Eleonora församling, är en svensk historiker och klimatforskare och professor vid Stockholms universitet. 
Ljungqvist blev filosofie kandidat i historia 2005, filosofie doktor i historia 2014, docent i historia 2019 och docent i naturgeografi 2020 vid Stockholms universitet. År 2022 utnämndes han till professor i historia, särskilt historisk geografi, vid samma lärosäte. Ljungqvist är Pro Futura Scientia Fellow vid Swedish Collegium for Advanced Study i Uppsala för perioden 2019–2024. Han var gästforskare vid Department of Geography, University of Cambridge i Storbritannien  2017–2019 och gästprofessor i miljövetenskap vid Lanzhou University i Kina 2017–2019. Därutöver har han varit expertgranskare FN:s klimatpanel IPCC, den vetenskapliga styrgruppen för forskningsprogrammet Integrated History and Future of People on Earth (IHOPE) och medlem av den europeiska arbetsgruppen i forskningsprogrammet Past Global Changes (PAGES) 2k.  
Ljungqvist rör sig i gränslandet mellan historia och naturgeografi och har ett tvärvetenskapligt förhållningssätt samt använder statistiska metoder för att förklara historiska problem. Han intresserar sig för extrema klimathändelser, såsom översvämningar eller svår torka, och har undersökt om de ökat i frekvens eller magnitud på 2000-talet sett ur ett långt historiskt perspektiv. Han har även analyserat faktorer som bidragit till svält med fokus på klimatrelaterad missväxt respektive samhälleliga förutsättningar. Ett annat tema är epidemiers och pandemiers betydelse för befolkningsutvecklingen under olika tider och på olika platser. Vidare behandlar han naturgeografiska faktorers betydelse för försörjningsvillkor, handel samt sociala och kulturella förhållanden.   
Ljungqvist tilldelades 2016 Cliopriset för att ”förmedla färska vetenskapliga insikter till en bred publik”. År 2022 tilldelades han Rettigska priset av Kungl. Vitterhetsakademin för sina ”tvärvetenskapliga arbeten rörande klimat och sjukdomar i ett långtidsperspektiv”.
Ljungqvist är författare till två vetenskapliga monografier och författare eller medförfattare till över 90 vetenskapliga artiklar i internationella tidskrifter. Ljungqvist är också författare till fyra populärvetenskapliga böcker, skriver regelbundet populärvetenskapliga artiklar, medverkar i olika typer av media och håller föredrag för olika organisationer. Han har deltagit i den offentliga debatten och bidragit med historiska perspektiv, jämte egen analys, avseende bland annat extrema väderhändelser, covid-19-pandemin och pågående svältkatastrofer i östra Afrika.